# Juan Carrasco (abogado)
Juan Manuel Carrasco Millones (Chiclayo, Lambayeque, 24 de diciembre de 1976) es un abogado, fiscal y político peruano. Durante el gobierno de Pedro Castillo fue ministro de Defensa del Perú desde el 17 de noviembre de 2021 hasta el 1 de febrero de 2022 y ministro del Interior desde el 29 de julio hasta el 6 de octubre de 2021.Actualmente se encuentra formando un partido político denominado Justicia Perú cuyo lema es Duros contra la corrupción y la delincuencia caiga quien caiga

## Biografía
Nació en Chiclayo. 
Estudió becado durante tres años en el Colegio Militar Elías Aguirre, donde formó parte de un grupo de periodistas de un medio de su ciudad natal. Estudió en la Universidad Nacional Pedro Ruíz Gallo, donde obtuvo el título de abogado. Obtuvo una maestría en Derecho con mención en Derecho Penal y Procesal Penal en la Universidad de Piura.

### Trayectoria
Trabajó vendiendo pescados en el Mercado Santa Rosa.
Durante su carrera fiscal, fue parte la Fiscalía Penal Corporativa de Chiclayo y de la Fiscalía Especializada contra la Criminalidad Organizada de esa misma provincia.

## Vida política

### Ministro de Estado

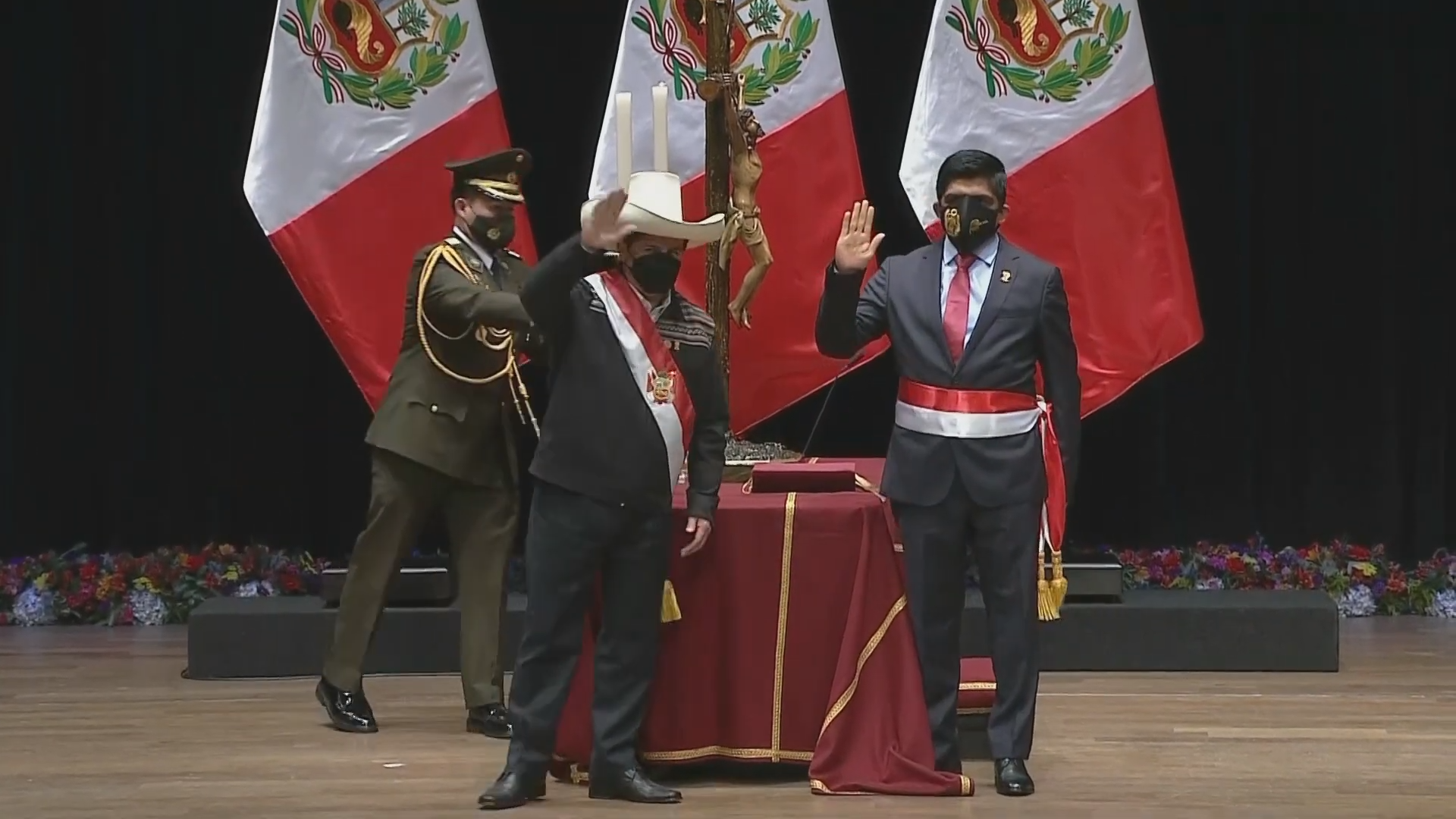
Carrasco en su posesión como ministro.

Juan Carrasco ha desempeñado cargos durante el gobierno de Pedro Castillo, desempeñándose como ministro de Defensa del Perú desde el 17 de noviembre de 2021 hasta el 1 de febrero de 2022 y ministro del Interior desde el 29 de julio hasta el 6 de octubre de 2021.
Postulo a la gubernatura regional de Lambayeque por Juntos por el Perú en las elecciones regionales y municipales de 2022, pero el JNE retiró su candidatura por irregularidades en su inscripción de partido.

## Vida personal
El 18 de enero de 2022, mediante las cuentas oficiales en redes sociales del MINDEF, se informó que Carrasco había dado positivo a COVID-19. Seis días después, el MINDEF publicó un nuevo comunicado en donde daba a conocer que Carrasco fue ingresado en la Unidad de Cuidados Intensivos (UCI) del Hospital Nacional Edgardo Rebagliati Martins tras desarrollar una serie de complicaciones derivadas de la infección de COVID-19 que padeció, llegando a comprometer el cuarenta por ciento de sus pulmones.

## Controversias
Fue parte de varios casos mediáticos a nivel regional como Los Limpios de la Corrupción, que implicó al exalcalde de Chiclayo Roberto Torres y su esposa; Los Wachiturros de Tumán, en el cual estaba implicado el expresidente de la Federación Peruana de Fútbol Edwin Oviedo, por el cual recibió dieciocho meses de prisión preventiva; y Los Temerarios del Norte, donde estaba implicado el alcalde de Chiclayo David Cornejo.
Sin embargo en los casos mencionados luego de más de 10 años de investigación muchos de los investigados y apresados provisionalmente fueron liberados, absueltos y archivados sus casos, descubriéndose luego por investigaciones periodísticas que existirían documentos falsos, testimoniales falsos y/o direccionados, cobros y favorecimiento a investigados y abogados defensores, reglaje, chuponeo ilegal y otros delitos que se habrían cometido por su persona en conjunto con policías, fiscales, abogados y delincuentes de lata peligrosidad.
Actualmente está siendo investigado por delitos de aceptación indebida del cargo y corrupción de funcionario en su actuación como Ministro de Estado, así mismo investigado en delitos como prevaricato, falsificación de documentos, reglaje, corrupción de funcionarios, organización criminal y lavado de activos en su actuación como fiscal provincial.